# Chlaenius nebraskensis
Chlaenius nebraskensis är en skalbaggsart som beskrevs av Leconte. Chlaenius nebraskensis ingår i släktet Chlaenius och familjen jordlöpare. Inga underarter finns listade i Catalogue of Life.